# گرویچ
شهر گرویچ (به آلمانی: Groitzsch) در ایالت زاکسن در کشور آلمان واقع شده‌است.